# Křivoklát
Křivoklát è un comune mercato della Repubblica Ceca facente parte del distretto di Rakovník, in Boemia Centrale.
Tra il XIV e il XV secolo, intorno al castello iniziarono ad essere costruite case coloniche, e il villaggio che formarono venne chiamato Budy. Un altro villaggio Čamrdoves, crebbe lì vicino e, tra il XVII e il XVIII secolo, i due centri vennero uniti. Nel 1886 i villaggi di Budy, Amalín, Čamrdoves e Častonice si fusero in una stessa unità amministrativa, Křivoklát.
La città è una popolare destinazione turistica ed è sede della Křivoklátsko Landscape Protected Area.

## Castello
Il castello, di epoca medioevale, fu fondato nel XII secolo.
Dopo essere stato danneggiato, venne ricostruito quasi del tutto dal re Vladislav Jagellone e dal suo successore Ludovico.